# Islaltepec
Islaltepec är en ort i Mexiko.   Den ligger i kommunen Copala och delstaten Guerrero, i den södra delen av landet, 300 km söder om huvudstaden Mexico City. Islaltepec ligger 13 meter över havet och antalet invånare är 676.
Terrängen runt Islaltepec är platt. Havet är nära Islaltepec åt sydost. Runt Islaltepec är det ganska glesbefolkat, med 34 invånare per kvadratkilometer. Närmaste större samhälle är Marquelia, 2,5 km öster om Islaltepec. Omgivningarna runt Islaltepec är en mosaik av jordbruksmark och naturlig växtlighet.